# Underbart (låt av Kalle Moraeus)
Underbart är en låt komponerad av Lina Eriksson och Johan Moraeus, framförd av Kalle Moraeus och Orsa spelmän i Melodifestivalen 2010. Låten tog sig vidare till Andra chansen, där den blev utslagen av Jessica Anderssons I Did It for Love.
Under Melodifestivalen 2012 var låten med i "Tredje chansen".

## Listplaceringar
| Lista (2010) | Topplacering |
| ------------ | ------------ |
| Sverige      | 16           |

### Fotnoter
1. ↑  Svensk mediedatabas
2. ↑  ”SVT”. 18 februari 2012. Arkiverad från originalet den 14 februari 2012. https://web.archive.org/web/20120214193414/http://svt.se/2.176206. Läst 19 februari 2012.
3. ↑  ”Listplacering”. http://swedishcharts.com/showitem.asp?interpret=Kalle+Moraeus+%26+Orsa+Spelm%E4n&titel=Underbart&cat=s. Läst 29 december 2011.